# Johann Jakob Mesmer

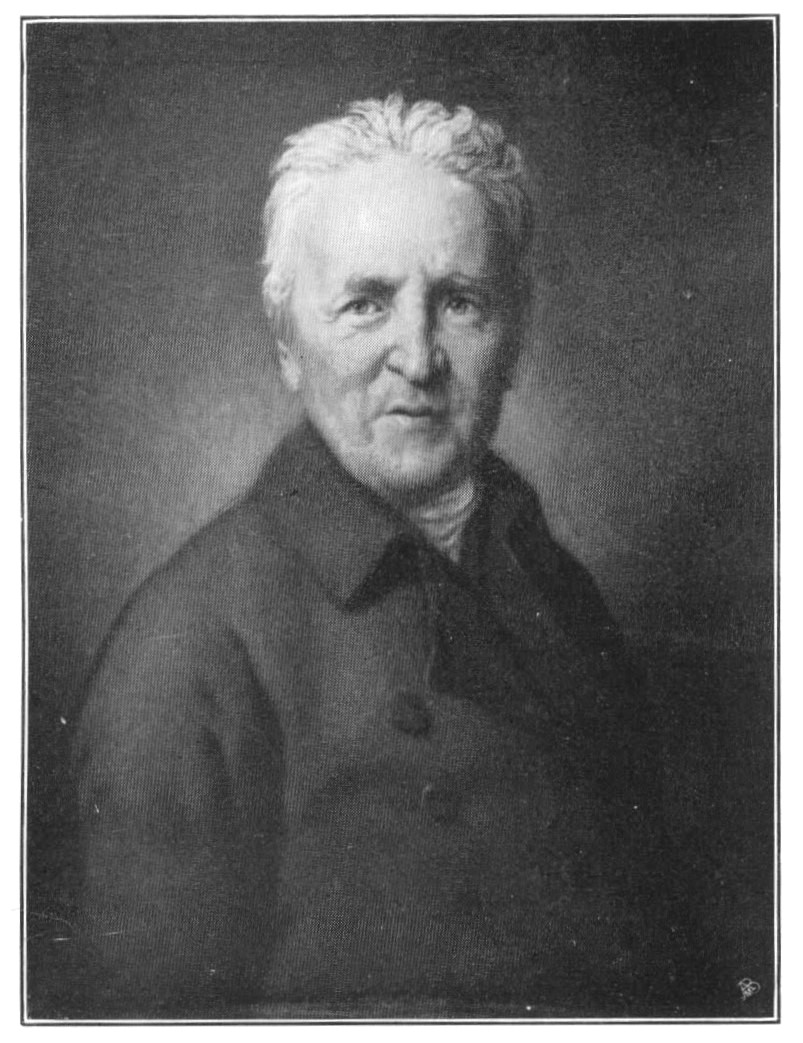
Johann Jakob Mesmer, Porträt von Anton Graff

Johann Jakob Mesmer (* 29. Februar 1740 in Arbon am Bodensee; † 24. Juni 1814 in Dresden) war ein Schweizer Prediger in Dresden.

## Geschichte
Zuerst war Mesmer in Arbon und Lausanne tätig. Im Anschluss an eine Reise durch Frankreich war er seit 1765 in Genf als reformierter Prediger tätig. 1766 wurde er von den Dresdner Hugenotten einberufen und war ab 1767 der erste deutschsprachige, reformierte Prediger in Dresden. 

## Publikationen
- Sammlung einiger Predigten über auserlesene Texte der hl. Schrift, Schafhausen 1769, gr.8. zweite Auflage. Frankfurt u. Leipzig 1775